# Camilla Ottesen
Camilla Ottesen (født 11. november 1972 på Frederiksberg) er en dansk studievært.
Ottesen er student fra Falkonergårdens Gymnasium. Hun er oprindeligt uddannet rentegner i reklamebranchen, og begyndte sin tv-karriere på ZTV. Senere kom hun til Nordisk Film som researcher og blev assistent på Fangerne på Fortet på TV3. Hun søgte ind på Filmskolen, men endte som vært i DR's børn- og ungeafdeling. Hun har desuden været vært på Go' Morgen P3, Melodi Grand Prix 2008 og Ønskehaven på DR1. Fra efteråret 2009 vendte hun tilbage til TV3 som vært på en ny sæson Fangerne på Fortet.